# Oscar científico ou técnico
O Oscar Científico ou Técnico (ou Scientific and Technical Award, em inglês) é um prêmio honorário dado pela Academia de Artes e Ciências Cinematográficas (AMPAS) durante a temporada anual do Oscar. É concedido a homens, mulheres e empresas cujas descobertas e inovações contribuiram de forma significante e duradoura para o cinema. É dividido em três categorias: O Prêmio de Mérito (que vale uma estatueta do Oscar), o Prêmio Científico e de Engenharia (que vale uma placa da Academia) e o Prêmio de Realização Técnica (que vale um certificado da Academia).